# بروتون هاريس
بروتون هاريس (بالإنجليزية: Broughton Harris)‏ (و. 1822 – 1899 م) هو من الولايات المتحدة الأمريكية .
وهو عضو في الحزب الجمهوري .

## التعليم
تعلم في دارتموث.